# 小行星3223
小行星3223（3223 Forsius）是一颗绕太阳运转的小行星，为主小行星带小行星。该小行星于1942年9月7日发现。
該小行星以芬蘭天文學家西格弗里德·阿隆納斯·福修斯（Sigfrid Aronus Forsius）命名。

## 轨道参数
小行星3223的轨道半长轴为2.6059924 UA，离心率为0.145。